# Kolinska vrata
Kolinska vrata (lat. Porta Collina) bila su orijentir u starom Rimu, za koji se pretpostavlja da ga je izgradio Servije Tulije, polu-legendarni kralj Rima 578-535 pr. Vrata su stajala na sjevernom kraju Servijevog zida, a iza njih su bile dvije važne ulice, Via Salaria i Via Nomentana. Unutar ovog područja Alta Semita povezivala je Kvirinal s Porta Carmentalis.  Nekoliko hramova nalazilo se u blizini vrata, uključujući hramove Venere Erycine i Fortune. Osobi koja je gledala prema vratima u 4. stoljeću nove ere, Salustijevi bi vrtovi bili s lijeve strane, a Dioklecijanove terme s desne strane.
Po Plutarhu, kad bi vestalka bila kažnjena zbog kršenja svog zavjeta čistoće, podzemna komora za njen živi pokop bila blizu Colline vrata. Kod vrata se odvila odlučujuća bitka tijekom rimskih građanskih ratova 80-ih godina pr. Kr. između snaga Cinne i Sule.

## Vanjske poveznice
|  | Zajednički poslužitelj ima još gradiva o temi Kolinska vrata |